# Rio Cornet (Coisca)
O Rio Cornet é um rio da Romênia, afluente do Coisca, localizado no distrito de Vâlcea.